# 松本地域振興局
松本地域振興局（まつもとちいきしんこうきょく）は、長野県松本市島立にある長野県の支庁（総合現地機関）のひとつ。松本地域の3市5村を管轄している。1986年に長野県松筑地方事務所と長野県南安曇地方事務所が統合して長野県松本地方事務所に改組し、2017年に旧地方事務所が地域振興局に改組されたことから現行の名称となった。

## 業務内容
※（）内が各課の業務内容。

### 総務管理課
- 総務係（人事、庁舎管理、広報広聴、情報公開、表彰等）
- 県民生活係（消防防災、交通安全、パスポート（旅券）事務、NPO法人、子ども支援、青少年健全育成等）

### 企画振興課
- 企画振興係（地域振興、市町村行財政一般、選挙管理執行・啓発、政治団体活動等）

### 環境課
- 環境保全係（環境保全、廃棄物、公害、浄化槽、自然保護、地球温暖化、水道等）
- 廃棄物対策係（環境保全、廃棄物、公害、浄化槽、自然保護、地球温暖化、水道等）

### 農政課
- 農政係農地関係（農業振興地域制度、農地法、農業委員会、農業協同組合等団体の指導等）
- 農村振興係（米生産調整、農地流動化、耕作放棄地、中山間農業、環境保全型農業、鳥獣害防止等）
- 生産振興係（家畜経営、家畜改良、畜産流通、園芸作物、農業金融、農業災害等）

### 農地整備課
- 管理係（土地改良法手続き、土地改良区検査・指導、用地事務、換地事務等）
- 計画調査係（新規事業調査計画、農地・水・環境保全対策、利水対策等）
- 防災係（災害復旧事業、一般農道整備事業、地すべり対策等）
- 関連事業係（かんがい排水事業等）
- 基盤整備係（営中山間総合整備事業等）
- 地域整備係（団体営審査、県営畑事業総合整備事業等）
- 水利係（水利権、団体営審査、農業集落排水事業、県営畑地帯総合整備事業等）

### 林務課
- 林務係（鳥獣保護、狩猟等）
- 林産係（県営林、造林補助金等）
- 普及係（営林、造林補助金等）
- 治山係（山、林地開発等）
- 治山林道係（林道整備、作業道整備等）

### 商工観光課
- 振興係（商工会議所・商工会、大規模小売店舗立地法、融資あっせん、創業支援、貸金業・ヤミ金相談、観光振興・観光案内、就業支援・内職情報等）
- 工業係（経営相談・技術開発、技術開発などの助成、産学官連携、ＬＰガス・高圧ガス・火薬、電気工事業・工事士、工場立地、地場産業の振興等）

## 松本合同庁舎入庁機関
- 松本建設事務所
- 奈良井川改良事務所
- 松本保健福祉事務所
- 計量検定所
- 松本農業改良普及センター
- 中信労政事務所
- 中信教育事務所
- 中信県税事務所
- 中南信消防広域化協議会

1984年竣工。

### フロア
- 6 F
- 5 F　農業農村支援センター、農地整備課、農業改良普及センター、計量検定所、中信労政事務所、中信教育事務所
- 4 F　松本建設事務所、奈良井川改良事務所、建築課
- 3 F　地域振興局総務課、中信県税事務所、環境廃棄物対策課、林務課、中信会計センター、長土連
- 2 F　商工観光課、松本保健福祉事務所（福祉課・福祉事務所）、 講堂
- 1 F　松本保健福祉事務所（保健所）、パスポート窓口、行政情報コーナー、総合案内
- B1F　売店

## 管内市町村
- 松本市
- 塩尻市
- 安曇野市
- 麻績村
- 生坂村
- 筑北村
- 朝日村
- 山形村

## アクセス

### 鉄道
アルピコ交通上高地線信濃荒井駅下車徒歩15分

### 高速バス
高速バス松本インター前下車、徒歩5分
みすずハイウェイバス　松本合同庁舎前　

### 路線バス
アルピコ交通バスタウンスニーカー西コース合同庁舎下車すぐ

## 注記
1. ↑  長野県庁⇔松本合同庁舎を結ぶアルピコ交通　長野⇔松本合同庁舎　松本合同庁舎行きごうちょっきゅう＜一部通過便と、長野ＢＴ⇔松本合同庁舎前各停便の２本＞　また、帰路便（長野県庁行き）けんちょっきゅうがある。